# Мусієнко Іван Михайлович
Іван Михайлович Мусієнко (13 лютого 1943, село Калаборок Новогеоргіївського району на Кіровоградщині) — український політик, член Соціалістичної партії України. Народний депутат України 1-го та 3-го скликань.

## Біографія
Трудову діяльність розпочав у 1960 робітником на будівництві Кременчуцької ГЕС. З 1960 року — голова Ново-Георгіївської районної ради спортивного товариства «Колгоспник» м. Кремгес Кіровоградської області.
З 1962 року — студент Київського державного університету. Член КПРС з 1963.
З 1963 року — служба в Радянській Армії. З 1966 року — студент Київського державного університету.
Отримав вищу освіту на філософському факультеті Київського державного університету ім. Т.Шевченка. Навчався і працював в Інституті філософії Академії наук УРСР.
З 1970 року — аспірант, молодший науковий співробітник відділу діалектичного матеріалізму Інституту філософії Академії наук УРСР.
З 1974 року — консультант з питань філософії, заступник завідувача Київського будинку політосвіти.
З 1980 року — інструктор відділу пропаганди, заступник завідувача відділу пропаганди Київського міського комітету КПУ.
З 1984 року — інструктор відділу пропаганди, консультант загального відділу ЦК КПУ.
З 1988 року — помічник Другого, Першого секретаря ЦК КПУ.
У 1990—1991 роках — завідувач ідеологічного відділу ЦК Компартії України.
З березня 1990 — Депутат Верховної ради УРСР 12-го скликання та Народний депутат України 1-го скликання, обраний у Новоукраїнському виборчому окрузі № 234 (Кіровоградська область). Член Комісії Верховної Ради у закордонних справах.
З жовтня 1991 р. член Соціалістичної партії України. Брав участь у роботі оргкомітету щодо створення партії. Обирався до керівних органів партії, Головою ЦКК, членом Політради СПУ. Член бюро Київської міської організації СПУ.
З 1994 року — помічник Голови Верховної Ради України.
З березня 1998 по квітень 2002 — Народний депутат України 3-го скликання, обраний за виборчим списком Соціалістичної партії України. Заступник голови Комітету у закордонних справах. Працював над законопроєктами з питань соціальної політики, розвитку системи місцевого самоврядування, правового забезпечення міжнародної діяльності України. Очолював українську частину (співголова) першого складу Комітету з питань міжпарламентського співробітництва Україна — ЄС. Керівник групи міжпарламентських зв'язків Україна — Велика Британія.
Автор і співавтор законів про зовнішньополітичну й економічну діяльність держави.
Активно працював над розвитком міжпарламентських зв'язків України, утвердженням її зовнішньополітичного авторитету. Ініціатор ухвалення рішень Верховної Ради України щодо вступу України до МПА СНД та Міжпарламентського Союзу (МПС).

## Нагороди
Ордена «За заслуги» III ступеня (серпень 1998).